# Baini, Guangdong
Baini (kinesiska: 白坭) är en köping i sydöstra Kina. Den ligger i stadsdistriktet Sanshui i staden Foshan i  provinsen Guangdong, omkring 45 kilometer väster om provinshuvudstaden Guangzhou. Antalet invånare är 64 425. Befolkningen består av 27 641 kvinnor och 36 784 män. Barn under 15 år utgör 12,0 %, vuxna 15-64 år 83 %, och äldre över 65 år 4,0 %.